# Алжиро-украинские отношения
Алжиро-украинские отношения — двусторонние отношения между Алжиром и Украиной. Дипломатические отношения были установлены в 1993 году. Алжир имеет свое посольство в Киеве, а Украина имеет свое посольство в Алжире, которое было открыто в 1999 году.

## История
Алжир признал независимость Украины в 1992 году. Дипломатические отношения между Алжиром и Украиной были установлены в 1993 году. В 1993 — 1994 годах между странами были военные и торговые отношения.
Советский Союз был одним из соратников независимого Алжира, экономические отношения между Алжиром и Украинской ССР были очень тесными так как многие предприятия которые находились на территории Украинской ССР использовались для торговли, в частности использовались аэрокосмическая промышленность. Одним из важнейших городов для торговли была Одесса.
На начало 2000-х годов Алжир и Египет оставались двумя основными торговыми партнерами Украины на Ближнем Востоке.
29 сентября 2015 года на 70-й сессии Генеральной Ассамблеи ООН состоялась встреча главы МИДа Украины Павла Климкина и главы МИДа Алжира Рамтана Лямамры, где была поднята тема необходимости активизации политических и экономических контактов между странами.